# Buje
Buje (în italiană Buie) este un oraș în cantonul Istria, Croația, având o populație de 5.182 de locuitori (2011).

## Demografie
Componența etnică a orașului Buje
     Croați (48,73%)
     Italieni (24,33%)
     Sârbi (3,49%)
     Sloveni (3,28%)
     Bosniaci (2,61%)
     Albanezi (1,27%)
     Necunoscut (3,42%)
     Neclasificat (12,27%)
Componența confesională a orașului Buje
     Catolici (76,65%)
     Fără religie și atei (9,07%)
     Musulmani (3,99%)
     Ortodocși (3,47%)
     Necunoscută (5,63%)
     Alte religii (1,18%)
Conform recensământului din 2011, orașul Buje avea 5.182 de locuitori. Nu există o etnie majoritară, locuitorii fiind croați (48,73%), italieni (24,33%), afiliați regional (10,38%), sârbi (3,49%), sloveni (3,28%), bosniaci (2,61%) și albanezi (1,27%). Apartenența etnică nu este cunoscută în cazul a 3,42% din locuitori. Din punct de vedere confesional, majoritatea locuitorilor (76,65%) erau catolici, existând și minorități de persoane fără religie și atei (9,07%), musulmani (3,99%) și ortodocși (3,47%). Pentru 5,63% din locuitori nu este cunoscută apartenența confesională.